# Toya Alexis
Toya Alexis é uma vocalista e atriz canadense de Ajax, Ontário.

## Carreira
Alexis ganhou um concurso "Rising Star" e cantou no Apollo Theatre. Em 2001 ela apareceu, como LaToya Lesmond, como concorrente na primeira temporada de Popstars na Global Television Network. Ela foi uma finalista, e foi apresentada no álbum de estreia dos vencedores que foram nomeados Sugar Jones. Ela foi uma concorrente na primeira temporada do Canadian Idol em 2003, alcançando o sexto lugar em uma decisão controversa, já que era a favorita dos jurados. Durante o show, seu alcance vocal foi impressionante.

### Álbum de estreia
Alexis foi posteriormente oferecido um contrato de gravação e lançou seu primeiro single, o hit Top 40 "Am I Loving?", em 2004. Ela também apareceu como vocalista convidada em gravações de vários outros artistas canadenses. Seu álbum de estreia, SOB Story, foi lançado em agosto pelo selo do jurado do Canadian Idol, Farley Flex, Plasma, que também atuou como seu empresário.

## Teatro
Em 2005, ela foi um membro do elenco de destaque como "Mabel" no show Canstage Crowns, no Teatro Bluma Appel, em Toronto.
Seus outros créditos de palco incluem Doo Wop to Motown (Theatre on the Grand), Uma vez nesta ilha (Stirling Festival Theatre), Rainbow World (Bathurst Street Theatre), The Good Times Are Killing Me (Royal Alex Theatre) e Dreamgirls, (uma co-produção entre o Theatre Aquarius e o Manitoba Theatre Center).

## Discografia

### Álbuns
| Ano                                     | Detalhes do álbum                                                          | Pico | Certificações (limite de vendas)      |
| Ano                                     | Detalhes do álbum                                                          | CA   | Certificações (limite de vendas)      |
| --------------------------------------- | -------------------------------------------------------------------------- | ---- | ------------------------------------- |
| 2005                                    | S.O.B. Story - Lançado: 2 de agosto de 2005 - Rótulo: Plasma - Formato: CD | —    | - Vendas CA: 159.000 - CRIA: Platinum |
| "—" indica lançamentos que não traçaram |                                                                            |      |                                       |

### Singles
- "Am I Loving?"
- "Toy Boy"
- "Where Did Our Love Go?"